# Lily Pons
Pour les articles homonymes, voir Pons.
Alice Joséphine Pons, dite Lily Pons, née le 12 avril 1898 à Draguignan, morte le 13 février 1976 à Dallas et inhumée à Cannes, cimetière du Grand Jas, est une cantatrice soprano française, naturalisée américaine en 1941.
Elle a été très appréciée dans les années 1930, popularisée grâce à sa voix angélique de soprano colorature.

## Biographie

### Jeunesse et débuts
Née au 11 Grande Rue à Draguignan, Alice-Joséphine Pons est la fille de Léonard Louis Auguste Antoine Pons, un imprimeur de 22 ans né dans la même ville (qui participe en 1907 au rallye automobile Pékin-Paris), et de Marie Pétronille Naso, une couturière de 23 ans originaire de Saluces en Italie. La famille s'installe en 1904 à Cannes.
Elle intègre la classe de piano du Conservatoire de Paris à l'âge de 13 ans et en sort avec un premier prix à 15 ans. Elle rêve dès lors de devenir ballerine. En 1920, elle apparaît dans quelques revues au Concert Mayol et aux Variétés, aux côtés de Max Dearly. Elle commence à prendre des cours de chant avec Jean Maubert, avant que ce dernier ne la recommande au grand professeur Alberto di Gorostiaga. 
Se découvrant une voix de soprano colorature hors du commun, elle débute à Mulhouse en novembre 1927 dans Lakmé de Léo Delibes sous la direction de Philippe Flon. Lakmé deviendra son rôle-fétiche (avec Lucia di Lammermoor). Sa plastique parfaite lui permet de porter à cette occasion une robe audacieuse qui lui dévoile le nombril.
Elle se produit dès lors à travers toute la France dans La Bohème, Hänsel und Gretel, La Flûte enchantée (la Reine de la nuit) sous la direction de Reynaldo Hahn au Casino de Cannes, ou Les Noces de Figaro (Cherubino), et enregistre une série d'airs pour le label Odeon. Si Jacques Rouché lui refuse l'entrée de l'Opéra de Paris, regrettant son «manque de maturité dans le médium», elle ne s'y produira qu'une fois la célébrité acquise en 1935 dans les rôles de Gilda et Lucia, puis en 1953 à nouveau dans Gilda. Elle attire l'attention d'un couple de chanteurs, Maria Gay et Giovanni Zenatello, qui, devenu agents, la recommandent aussitôt au directeur du Metropolitan Opera de New-York, Giulio Gatti-Casazza qui cherche une remplaçante à Amelita Galli-Curci.

### La «petite fiancée» de l'Amérique

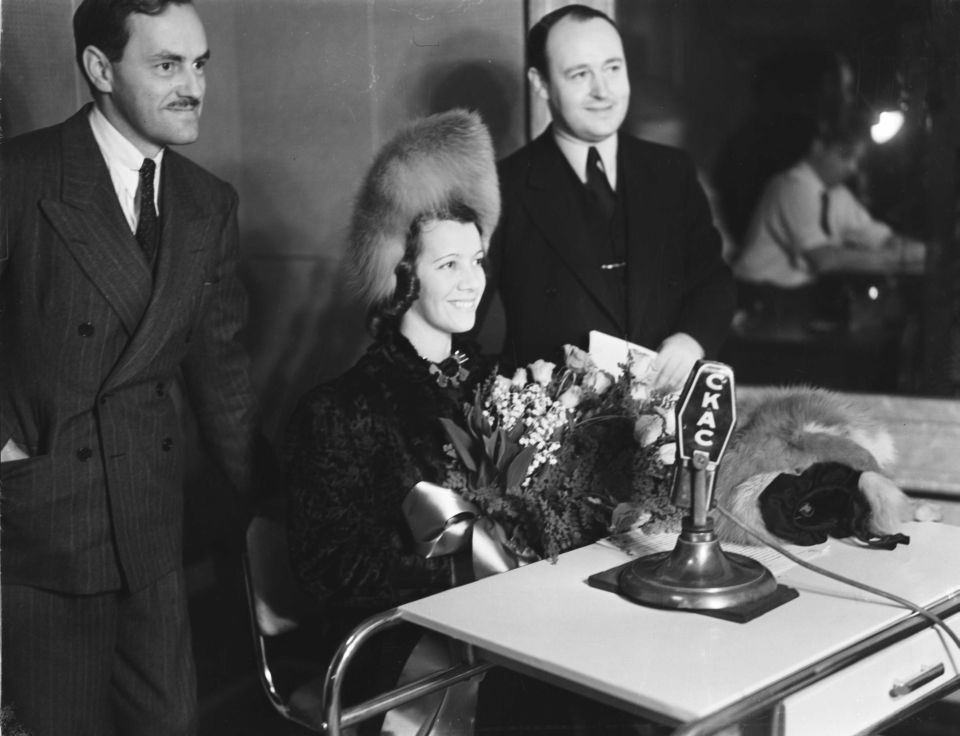
Lily Pons en entrevue à CKAC, Montréal

Mariée le 15 octobre 1930 avec l'éditeur August Mesritz,, Lily Pons fait des débuts fracassants devant le public américain le 3 janvier 1931 dans Lucia di Lammermoor, aux côtés de Beniamino Gigli et Ezio Pinza. Durant une représentation de Lucia, elle surprend la presse locale par son contre-fa durant la Scène de la Folie. Elle chante avec autant de succès Lucia, Rigoletto (Gilda), Le Barbier de Séville (Rosina), Les Contes d'Hoffmann (Olympia), Mignon (Philine), Lakmé (Lakmé), La sonnambula (Amina), Linda di Chamounix, Le Coq d'or et La Fille du régiment. Elle se produit parallèlement en concert et enregistre de nombreux titres pour la Victor Talking Machine Company.
Hollywood lui fait tourner quelques films mineurs, desquels se détache en 1937 La Femme en cage de Raoul Walsh, dans lequel elle incarne une jeune chanteuse de cabaret qui rêve de devenir grande chanteuse d’opéra.
Le 7 août 1936, 26 410 spectateurs viennent l'écouter chanter des airs d'opéra au Hollywood Bowl (ce qui constitue encore à ce jour le record d'audience). Elle est accompagnée par l'Orchestre philharmonique de Los Angeles sous la direction d'Andre Kostelanetz, qu'elle épouse en 1938 (elle a divorcé de son premier mari peu de temps après son arrivée aux États-Unis) et avec qui elle organise des tournées de concert populaire. En 1938, elle est pressentie pour incarner Blanche-Neige dans le film d'animation.
Ayant obtenu la nationalité américaine en 1941, elle chante durant la Seconde Guerre mondiale en Inde, en Chine et en Birmanie pour les soldats alliés. Dans ses Entretiens avec André Parinaud en juin 1963, Marlene Dietrich affirme que Lily Pons était la seule artiste avec elle au front pour soutenir les troupes américaines en France pendant l’hiver 1944. Lors d'une émission radio avec John Ardoin (The Collector's Corner)[Quand ?], Lily Pons confia avoir parcouru 100 000 miles (env. 160 000 km) à cette époque. C'est dans ce contexte qu'elle célébra aux États-Unis l'annonce de la libération de Paris : « En août 1944, on apprit à New York la libération de Paris. Ce fut un jour de prodigieux bonheur […]. Toute la Cinquième avenue fut pavoisée de drapeaux bleu, blanc, rouge. Une cérémonie fut improvisée sur la plaza du Rockefeller Center. Lily Pons chanta La Marseillaise. »

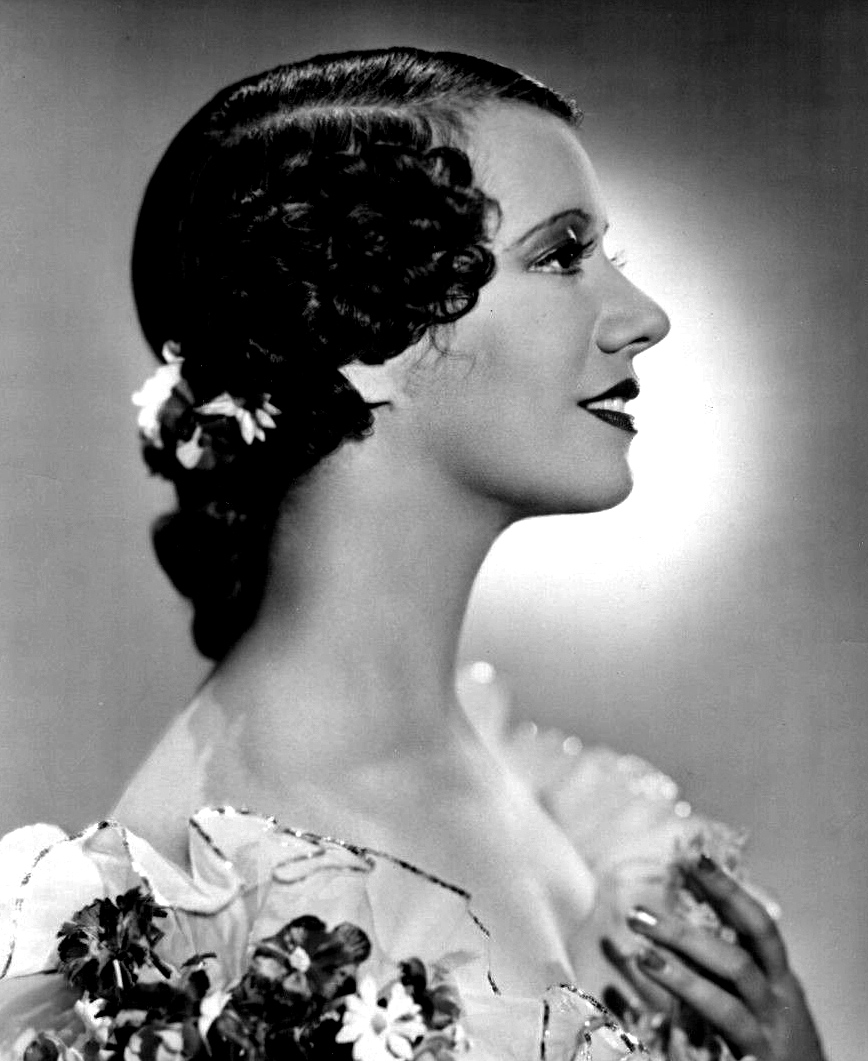
Lily Pons en 1935.

Choisie comme marraine par la 2e DB, c'est également à Lily Pons — qui se trouve à Paris pour interpréter Lakmé à l'Opéra-Comique le 10 avril 1945 — que le gouvernement français demande de chanter La Marseillaise au palais Garnier le 8 mai 1945 en présence, entre autres, du maréchal Juin ; le concert étant retransmis au-dehors, l'enthousiasme des Parisiens fut tel qu'il fallut sortir un piano sur le balcon de l'Opéra de Paris, et c'est ainsi que Lily Pons rechanta l'hymne français, mais cette fois pour 250 000 personnes[réf. nécessaire]. Fin août 1945, elle chante à nouveau au balcon du palais Garnier devant un énorme public massé sur la place et loin dans l'avenue de l'Opéra.
Le Metropolitan Opera organise pour elle un grand concert le 3 mars 1956, le Lily Pons Gala, à l'occasion du 25e anniversaire de sa présence dans la maison.
À nouveau divorcée, Lily Pons se produit pour la dernière fois au Met en 1958 avant de mettre un terme définitif à sa carrière en 1962 à Fort Worth, dans le rôle de Lucia, aux côtés du jeune Plácido Domingo.

### Dernières années

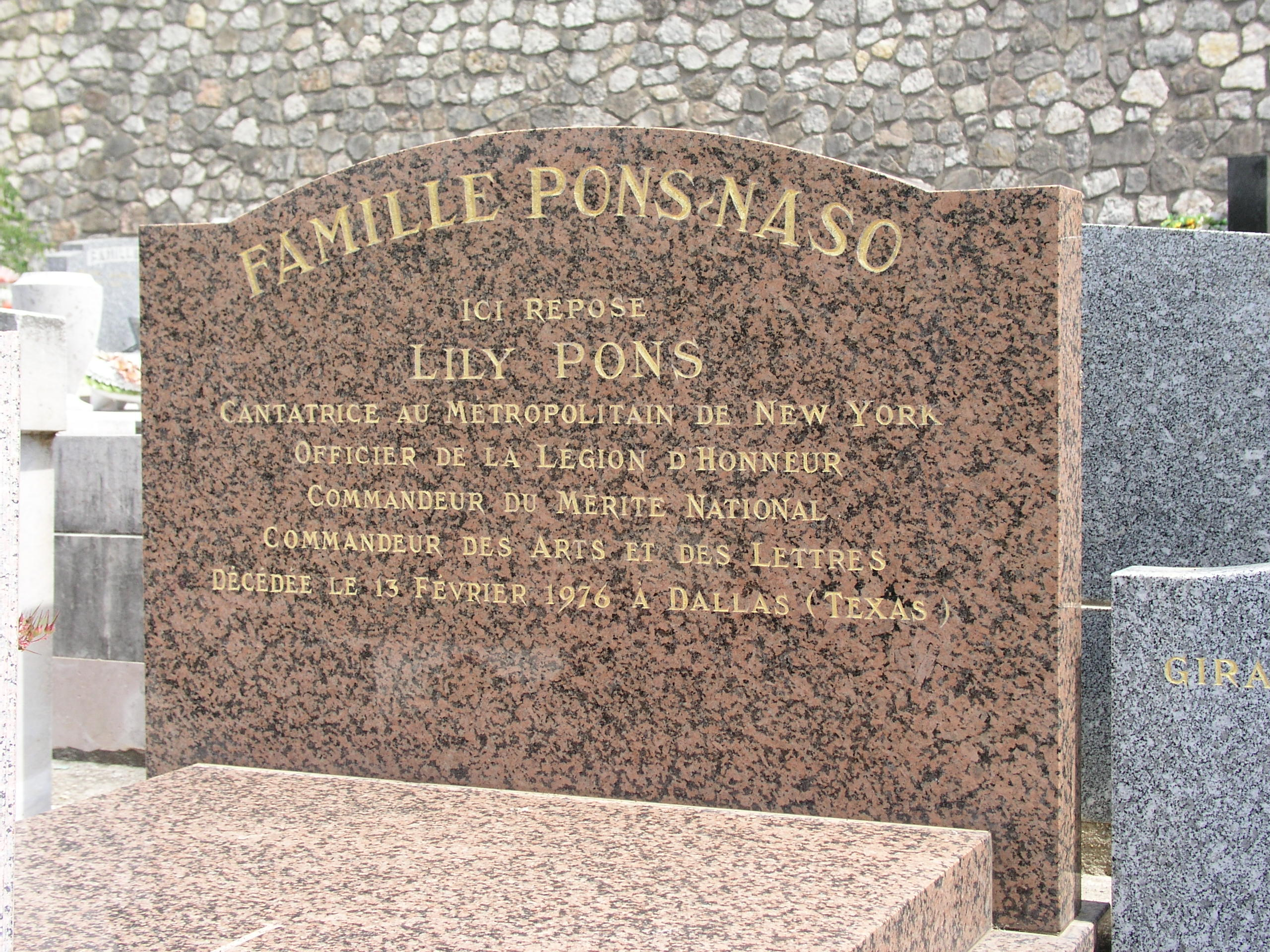
Sépulture de Lily Pons à Cannes.

Elle n'apparaît plus sur scène que lors de deux ultimes concerts en 1972 puis en 1974 (elle a alors 76 ans). Elle conclut ainsi sa carrière de 283 représentations, dont 93 Lucia, 52 Rigoletto, 50 Lakmé et 30 Barbier. Elle se retire à Dallas où elle meurt d’un cancer du pancréas deux ans plus tard, mais est enterrée au cimetière du Grand Jas à Cannes, selon sa volonté.
Lily Pons n'a pas eu d'enfants. L'une de ses nièces, Viviane, épousa le chanteur Gérard Sabbat.

## Distinctions
Lily Pons a reçu une étoile sur le Walk of Fame d'Hollywood, ainsi que les insignes d'officier de la Légion d'honneur, de commandeur du Mérite national et de commandeur des Arts et des Lettres.
Une ville du Maryland porte le nom de Lillypons en son honneur.

## Filmographie
- 1935 : Griseries (I Dream Too Much) de John Cromwell : Annette Monard
- 1936 : Adieu Paris, bonjour New York (That Girl from Paris) de Leigh Jason :  Nicole « Nikki » Martin
- 1937 : La Femme en cage (Hitting a New High) de  Raoul Walsh : Suzette / Oogahunga, la femme-oiseau
- 1947 : Carnegie Hall de Edgar George Ulmer : elle-même